# Trilogía Sieteaguas
La Trilogía Sieteaguas es una novela de fantasía creada por Juliet Marillier que se publicó entre los años 1999 y 2001. Debido al éxito de la obra, a partir de 2008 se publicaron 3 nuevas novelas que se pueden leer al margen de la trilogía inicial.
Las novelas que conforman la trilogía son:
- La hija del bosque
- El hijo de las sombras
- El hijo de la profecía

## La hija del bosque
El primer libro de al trilogía se basa en un cuento popular alemán popularizado por los hermanos Grim sobre una princesa que debe luchar por devolver a sus hermanos a su aspecto original después de que una malvada hechicera los haya convertido en Cisnes. Sieteaguas, el último reino irlandés, se mantiene al margen de las invasiones de sajones y britanos gracias a la protección de la Dama del Bosque. El señor del reino, Lord Collum, es padre de seis hijos y una hija, que será la encargada de proteger y luchar por su familia contra la magia oscura pero también contra la invasión de los britanos. El repentino matrimonio de su padre con la Dama Oonagh supone la llegada de oscuros acontecimientos para Sieteaguas. Con la esperanza de librarse de su negativo maleficio los hermanos son capturados mientras realizaban un ritual para atraer a la Dama del Bosque y son convertidos en cisnes, menos Sorcha, que consigue escapar. A partir de entonces, guiada por la Dama del Bosque, la niña vivirá sola, sin poder hablar, tejiendo 6 camisas con fibra de Estrellada que permita a sus hermanos recuperar su humanidad. Hasta entonces, estos solo podrán volver a su forma original de forma temporal cada solsticio de invierno y de verano.

### Personajes
- Sorcha: es la protagonista, la hija menor de Lord Collum y de Niamh que murió al nacer ella. Es una reconocida curandera desde niña, ya que conoce la utilización de las plantas medicinales. Tiene el don de poder hablar sin palabras con su hermano Finbar. Además de irlandés, Sorcha puede hablar en inglés y sabe leer y escribir.
- Liam: es el hijo mayor de lord Collum, ha sido educado para ser un líder. Se compromete con la hija de Seamus Barbarroja, Eilis, pero al ser transformado en cisne ella se casa con otro hombre.
- Diarmind: es el segundo hijo de Lord Collum, es divertido y un gran guerrero. Se enamora de la Dama Oonagh, que lo utiliza para sus fines.
- Cormack: es el gemelo de Connor y también se dedica al arte de la guerra. Tiene una perra llamada Linn que rescató del río y a la que hace daño por influencia de la Dama Oonagh
- Connor: es el gemelo de Cormack y aunque Sorcha no lo sabe al principio, también tiene el don de comunicarse sin palabras. Ha heredado el don de su padre para convertirse algún día en un druida. En Sieteaguas se encarga del gobierno y la administración de la casa. También habla inglés y sabe leer y escribir.
- Fianbar: Además de poder hablar sin palabras con Sorcha, tiene el don de ver el futuro. Es además un luchador en busca de la verdad, lo que supone continuos conflictos con su padre. Es el que peor lleva su transformación en cisne. Durante aquella etapa tuvo hijos con un cisne y al volver a su forma original y debido a que Sorcha no consiguió acabar una manga de la camisa que finalmente se destina para el, en vez de un brazo tiene una ala de cisne. Se convierte por lo tanto en un ser incapaz de vivir en un mundo o en el otro y un día desaparece y todos creen que se ha ahogado.
- Padriac: es el hermano pequeño, anterior a Sorcha, tiene una gran facilidad para inventar artilugios y cuidar animales.
- Lord Collum: el padre de la protagonista, es el señor de Sieteaguas. Antes de conocer a su primera mujer casi se convirtió en druida. A partir de su matrimonio con la dama Oonagh va perdiendo la cabeza
- Dama Oonagh: es una poderosa hechicera que se casa con Lord Collum y convierte a los hermanos en cisnes.
- Rojo/Hugh de Harrowfield: un britano que rescata a Sorcha de morir ahogada y se la lleva a Inglaterra para intentar descubrir el paradero de su hermano Simon.
- Simon: Torturado por los hombres de Lord Collum huye gracias a la intervención de Sorcha y alguno de sus hermanos. Sorcha se encarga de su curación, pero un día desaparece. Al final del libro se descubre de que fue retenido por las hadas el tiempo correspondiente a aproximadamente 1 siglo, y solo el recuerdo de Sorcha, de quien estaba enamorado, le mantuvo cuerdo.
- Richard de Northwoods: El tío de Rojo y señor de Northwoods, su intención es controlar también Harrowfield para combatir contra los irlandeses a través del matrimonio de Rojo con su hija.

## El hijo de las sombras
Este libro se centra en Liadan la hija menor de Sorcha y Lubdan a través de los conflictos y secretos que rodean el territorio de Sieteaguas. En el reino irlandés de Sieteaguas, los años de relativa paz llegan a su fin. La hija mayor de Sorcha, Niamh, es obligada a casarse para fomentar las alianzas de Sieteaguas y al mismo tiempo acallar un terrible secreto. Su hermana pequeña Liadan empieza a desarrollar las dotes adivinatorias de las que había hecho gala Finbar. En un viaje escoltando a su hermana será secuestrada por un grupo de mercenarios entre los que descubrirá el amor.

### Personajes
- Liadan: Es la hija menor de Sorcha y Iubdan, hermana gemela de Sean. Puede hablar sin palabras con su hermano y a lo largo del libro desarrolla los poderes de su tío Fianbar, tener visiones y curar a través de la mente. Ha heredado la habilidad de Sorcha con las plantas y también su físico, ya que es pequeña, morena y con los ojos verdes
- Bran/El hombre pintado: es el líder de los mercenarios que combate en los territorios irlandeses. Lleva la mitad del cuerpo tatuado con dibujos entre ellos el del cuervo. En realidad es Johny, el hijo de John y Margerit.
- Ciaran: el hijo de Lord Collum y Lady Oonagh. Es aprendiz de druida hasta que se enamora de Niamh y abandona la orden en busca de sus orígenes.
- Niamh: es la hija mayor de Sorcha y Iubdan. Su familia la obliga a casarse con Fionn de los Ui Neill al enterarse de su relación con Ciarán. Su marido la maltrata y llega a perder la autoestima. La banda del hombre pintado la ayuda a fingir su muerte y reunirse con Ciarán
- Sean: es el hermano gemelo de Liadan y heredero de Sieteaguas. Se ha criado a imagen de Liam y está prometido con Aisling, nieta de Seamus Barbarroja y hermana de Eamonn.
- Conor: Ahora es el jefe de los druidas
- Iubdan/Hugh de Harrowfield: El padre de Liadan, Sean y Niamh y marido de Sorcha. Ejerce la administración de Sieteaguas. Se cree que es el responsable de la muerte del marido de su hija Niamh
- Sorcha: La madre de la protagonista, desde el principio del libro se da a entender que está muy enferma, y muere alrededor de los 35 años.
- Eamonn: es el señor de los pantanos, que heredó cuando su padre fue asesinado. Pretende casarse con Liadan y es el peor enemigo del Hombre pintado.

## El hijo de la profecía
Fianne, la hija de Niamh y Ciarán y por tanto nieta de Sorcha y la Dama Ooghan es la protagonista de la última parte de la trilogía. Fianne ha crecido junto a su padre, lejos de Sieteaguas, después de que su madre se haya suicidado. Su padre la ha educado en el conocimiento de las artes de los druidas, la hechicería y su sed de conocimiento. Su abuela intentará manejarla para destruir al hijo de la profecía, iniciando un viaje que la lleva a conocer sus orígenes en Sieteaguas hasta la resolución de la lucha por la recuperación de las islas. Una mala traducción del título original de este libro -"The child of prophecy"- da lugar al error de quién es realmente la persona a la que hace referencia la leyenda, ya que la palabra "Child" en inglés no tiene género, por lo que puede hacer relación tanto a un hombre como a una mujer. En portugués el libro se tituló "A filha da profecía" 

### Personajes
- Fianne: La hija de Ciarán y Niamh, educada por su padre en los conocimientos druídicos y de la magia. Conoce además varios idiomas. Por su sangre corre la sangre de 4 razas, britanos, irlandeses, fomoré y una rama maldita de los Tuatha Dé Danann. Es tímida y coja, y con parecido a su madre en el carácter y físicamente a su padre. Al final se descubre que es la hija de la profecía pues tiene parte de britana e irlandesa, pero también de otras razas, además de la marca del cuervo.
- Abuela/la dama Oonagh: Fianne desconoce su nombre hasta que alguien se lo dice. Se presenta como una anciana que intenta utilizar a Fianne para conseguir destruir Sieteaguas. Al final del libro se descubre que Niamh no se suicidó sino que fue ella la que mató la mató.
- Ciaran: El hijo de lord Collum y la Dama Oonagh, formado como druida y como hechicero. Salvó las costas de Kerry del ataque de los vikingos.
- Sean: el ahora señor de Sieteaguas es padre de seis hijas pero ningún heredero varón
- Liadan: la melliza de Sean vive su vida entre Harrowfield y Inis Eala, donde dicen que es el corazón de ambas comunidades, aun siendo una irlandesa en tierra hostil. Tiene cuatro hijos: Johny, Fian, Cormack y Coll
- Muirrin: la hija mayor de Sean, se parece físicamente a su tía y su abuela y también es una esperta curandera.
- Claugd y Deindre": las hijas gemelas de Sean, pueden hablar sin palabras
- Mauve: Otra de las hijas de Sean, sufre quemaduras graves durante el incendio que provoca Fianne
- Sibeal: otra de las hijas de Sean con el don de la videncia
- Eilis: es la hija menor de Sean
- Johny: El hijo mayor de Liadan y Brad, aunque se ha criado en Bretaña y tiene 3/4 de sangre inglesa, además del nombre, lidera el bando de los irlandeses como el supuesto hijo de la profecía
- Finbar: El hermano de Sorcha vive ahora en Inis Eala, en una cueva apartado de la gente. Fianne le anima a participar del mundo y muere en el enfrentamiento por las islas
- Eamonn: Heredero de los pantanos y de Glencarnach inicia un romance con Fianne y acaba sucumbiendo salvándole la vida.

## Incongruencias históricas
Serpiente en Irlanda: en varios libros de la serie se hace mención a las serpientes, como cuando en "El hijo de las sombras" Liadan dice que talla para su hijo una serpiente de cascabel. Sin embargo, es conocido que en Irlanda jamás han existido las serpientes, y mucho menos una de cascabel, que ni siquiera es de origen europeo.
Incongruencias históricas. La autora se ha referido a que su obra se encuentra ambientada alrededor del siglo IX, sin embargo, Sorcha en Bretaña cuenta que sirven un cisne relleno de pavo, relleno de pollo, relleno de perdiz. Sin embargo el pavo no se introdujo en Europa hasta después de la conquista de América. Fianne también hace referencia a que comieron cacahuetes en la feria, cuando eso también era imposible.
Britanos. Durante todo el libro se refieren a los sajones como britanos, sin embargo, en esta época no existían los britanos como tal.

## Otras novelas relacionadas con Sieteaguas
- Heir of Sevenwaters: relata la historia de Clodagh, la hermana gemela de Deirdre e hija de Sean, que debe emprender un largo viaje para que le devuelvan a su hermano, el por fin heredero varón de Sieteaguas
- Seer of Sevenwaters: la historia de la vidente Sibeal, hija de Sean, destinada a convertirse en druida.
- Flame of Sevenwaters: este libro se centra en Mauve, la hija de sean que sufrió quemaduras en El hijo de la profecía que ha desarrollado la capacidad para domar animales.